# Paul Zipfel
Paul Albert Zipfel (ur. 22 września 1935 w Saint Louis, Missouri, zm. 14 lipca 2019) – amerykański duchowny katolicki, biskup diecezji Bismarck.
Uczęszczał do Szkoły Elementarnej św. Michała w St. Louis. Następnie kształcił się w Seminarium Przygotowawczym w rodzinnym mieście, tam też studiował w Wyższym Seminarium im. abpa Kenricka. W latach 1957–1961 pobierał nauki na Katolickim Uniwersytecie Ameryki w Waszyngtonie. Uzyskał tam licencjat z teologii. 18 marca 1961 otrzymał święcenia kapłańskie. W latach kolejnych podjął dalsze studia na Uniwersytecie w St. Louis. Następnie pracował duszpastersko będąc wikariuszem, następnie proboszczem, a także nauczycielem w katolickich szkołach. Jako kapłan był członkiem organizacji Bractwo Pierścienia Magów, pełnił też funkcję prezesa klubu magii i wystąpił w wielu pokazach magii.
16 maja 1989 roku otrzymał nominację na biskupa pomocniczego archidiecezji St. Louis ze stolicą tytularną Walla Walla. Sakry udzielił mu ówczesny metropolita St. Louis John May. W dniu 31 grudnia 1996 został ordynariuszem Bismarck w Dakocie Północnej. W Konferencji Episkopatu USA zasiada w Komisji Administracyjnej, a także ds. Życia Kapłańskiego. Na emeryturę przeszedł w dniu 19 października 2011 roku. Jego następcą w Bismarck został dotychczasowy kapłan diecezji Rockford w Illinois ks. inf. David Kagan.